# Volvo ES90
A Volvo ES90 (belső kód: V551) egy nagyméretű elektromos autótípus, amelyet 2025-től gyártanak. A liftbacket hivatalosan 2025. március 5-én mutatták be.

## Tervezés
A Volvo ES90 a Volvo csúcskategóriás járműveknek szánt SPA2 műszaki platformján alapul, mint például az EX90 SUV származéka vagy unokatestvére, a Polestar 3.

## Főbb jellemzők
- Az ES90 kettős NVIDIA DRIVE AGX Tegra Orin konfigurációval rendelkezik, amely körülbelül 508 billió művelet másodpercenként (TOPS). Ez a számítási teljesítmény olyan funkciókat kezel, mint az AI-alapú aktív biztonsági funkciók, az érzékelő bemenetének kezelése és az akkumulátorkezelés.
- Az elsődleges központi számítógép akár 200-as gépi tanulási modellt tesz lehetővé millió modellparaméter. Ennek célja az ügyfélélmény és a biztonsági szint javítása.
- Az SPA2 architektúrára épített ES90 az EX90 után a második Superset tech stackre épülő autó. Ez a verem lehetővé teszi az éteren keresztüli frissítéseket .
- Az ES90 szémos érzékelőt tartalmaz, köztük egy Lidart, öt radart, hét kamerát és tizenkét ultrahangot, valamint egy vezetőfigyelő rendszert. Ezeket a rendszereket úgy tervezték, hogy felismerjék az akadályokat, és proaktív biztonsági intézkedéseket indítsanak el, mint például az ütközések elkerülése, még sötétben is.[2]
- A Volvo ES90 nagyon alacsony, 0,25-ös légellenállási együtthatót ér el, így ez a valaha gyártott aerodinamikailag leghatékonyabb Volvo, növelve ezáltal az energiahatékonyságot és a hatótávolságot.[4]
- A 800 V-os töltőrendszerrel felszerelt ES90 mindössze 10 perc alatt 300 km-es hatótávra képes 350 kW-os egyenáramú gyorstöltőkkel, jelentősen csökkentve a töltési időt.[4]

## Fordítás
Ez a szócikk részben vagy egészben  a   Volvo ES90 című angol Wikipédia-szócikk ezen változatának fordításán alapul.  Az eredeti cikk szerkesztőit annak laptörténete sorolja fel. Ez a jelzés csupán a megfogalmazás eredetét és a szerzői jogokat jelzi, nem szolgál a cikkben szereplő információk forrásmegjelöléseként.